# فرانسيسكو بويو
فرانسيسكو بويو (بالإسبانية: Francisco Buyo) ، من مواليد 13 يناير 1958 ، لاعب كرة قدم إسباني سابق.
لعب مع منتخب إسبانيا لكرة القدم.
كما عمل محللاً لقنوات الجزيرة الرياضية (بي إن سبورت حالياً).

## روابط خارجية
- فرانسيسكو بويو على موقع الاتحاد الدولي (مؤرشف)  (الإنجليزية)
- فرانسيسكو بويو على موقع قاعدة بيانات كرة القدم.إي يو (الإنجليزية)
- فرانسيسكو بويو على موقع ناشيونال فوتبول تيمز (الإنجليزية)
- فرانسيسكو بويو على موقع عالم كرة القدم.نت (الإنجليزية)
- فرانسيسكو بويو على موقع أوليمبيديا (الإنجليزية)